# Chytranthus longibracteatus
Chytranthus longibracteatus är en kinesträdsväxtart som beskrevs av Frances G. Davies. Chytranthus longibracteatus ingår i släktet Chytranthus och familjen kinesträdsväxter. Inga underarter finns listade i Catalogue of Life.